# سنت جوزف، ترینیداد و توباگو
سنت جوزف، ترینیداد و توباگو (به انگلیسی: Saint Joseph) شهری در کشور ترینیداد و توباگو، استان سن خوآن-لاونتویل است که جمعیت آن در سرشماری سال ۲۰۰۵ میلادی ۴٫۹۰۴ نفر بوده‌است.